# Бессонов (фамилия)
О дворянском роде смотрите Безсонов.
О носителях смотрите Бессонов.
Бессо́нов — русская фамилия. Произошла от фамилии Безсонов в 1917—1918 годах, в результате реформы русской орфографии.

## Происхождение фамилии
Основой фамилии Безсонов послужило мирское имя Безсон — это было широко распространенное имя в 17 веке.   Безсоном обычно родители называли своего крикливого младенца.
В качестве мирских имен часто употреблялись языческие именования, предсказывающие людям определенную судьбу или указывающие на обстоятельства их появления на свет. Пожалуй, древнейшую группу таких имен составляли имена-обереги: Нежиль, Некрас, Захворай и так далее. К числу таких имен относится и прозвание Безсон, которое родители, измученные своим неугомонным чадом, давали ребенку с тем, чтобы оно принесло ему крепкий и здоровый сон. Судя по архивным деловым актам, это имя было широко распространено в старину. 
В XV—XVI веках на Руси начался процесс формирования фамилий как особых, наследуемых семейных имен, в качестве которых постепенно закрепились притяжательные прилагательные с суффиксами -ов/-ев и -ин. Вначале они указывали на отца: Петров значит сын Петра, поэтому их основой обычно служило его имя или прозвище. Так на основе именования Безсон появилась фамилия Безсонов, которая очень часто встречается в грамотах XVI—XVII веков. Фамилия упоминается как уже существующая в России до 1600 года.
Следует отметить, что уже тогда эта фамилия иногда писалась как Бессонов. Так, в Переписной книге по вотчинам Строгановых за 1647 год упоминается крестьянин деревни Насадка на реке Сылве Гришка Бессонов. После же того, как в XX веке приставка без- перед глухим согласным стала всегда писаться через букву «с», фамилия Безсонов приобрела единое написание — Бессонов. Однако до сих пор существуют носители фамилии в её исходном варианте. В основном они распространены на территории Украины.

## Значение фамилии
1. Человек, который мало спит, страдает бессонницей; всегда бодрствующий;
2. Сторож;
3. Ратник.